# Patrick Wilson (musique)
Pour les articles homonymes, voir Patrick Wilson (homonymie) et Wilson.
 (août 2025).
Patrick Wilson (ou Pat Wilson) est un musicien né le 1er février 1969 à Buffalo, New York, États-Unis. Il est un des deux membres originaux de Weezer, pour qui il est batteur depuis 1992.
Il a aussi joué de la batterie sur Return of The Rentals, le premier album, paru en 1995, du groupe The Rentals, fondé par son ancien collègue de Weezer, Matt Sharp.
Durant la pause de plusieurs années qu'a effectuée Weezer à la fin des années 1990, Wilson a lancé son propre groupe, The Special Goodness. Sur les albums studio de cette formation, il est chanteur, claviériste, percussionniste et guitariste.
En décembre 2006, Wilson a  fait ses débuts au cinéma dans Factory Girl, où il interprète le rôle de John Cale du Velvet Underground. Son collègue de Weezer, Brian Bell, joue aussi dans le film, dans le rôle de Lou Reed.